# Hochschule für Gestaltung und Kunst

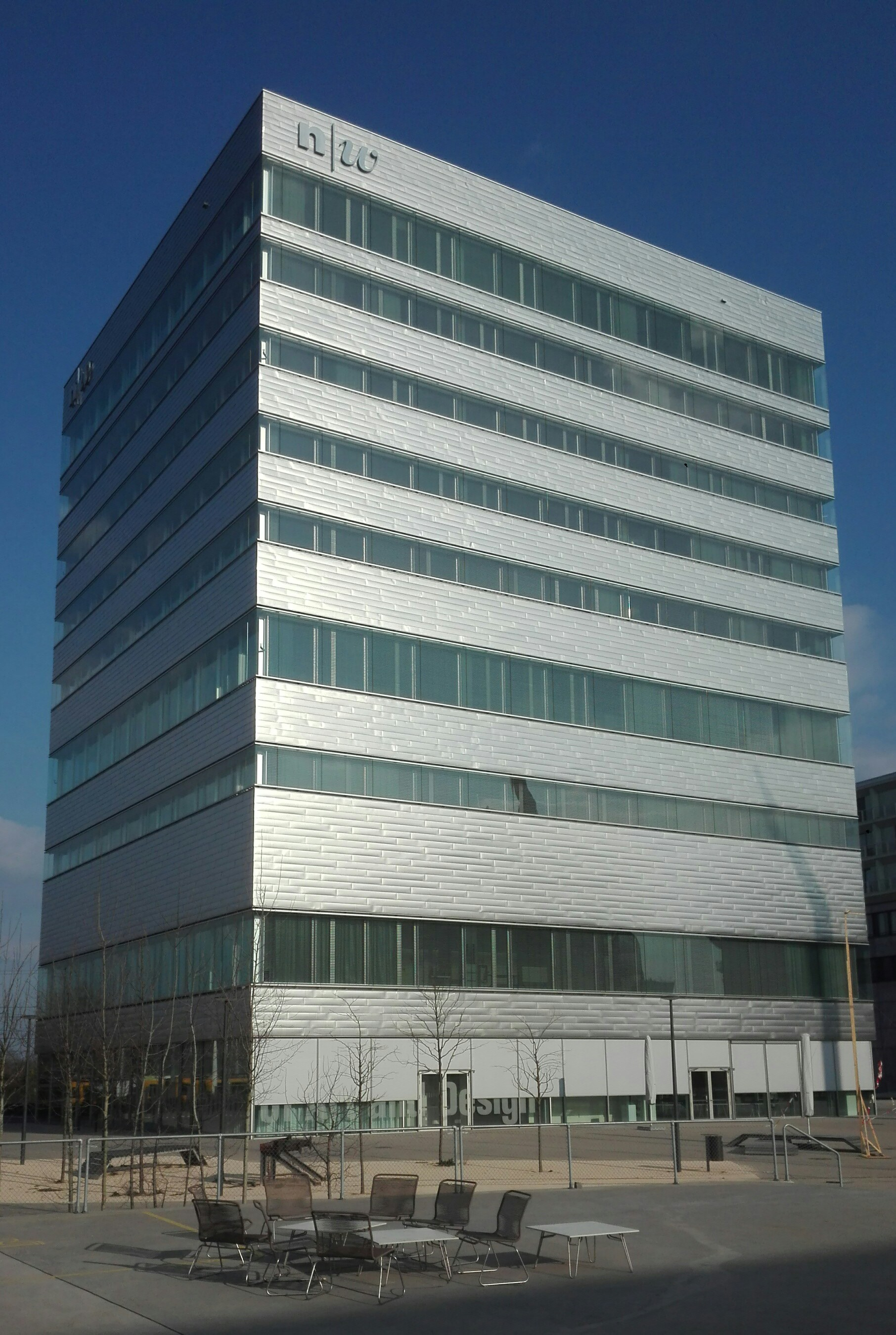
Hochschule für Gestaltung und Kunst FHNW auf dem Dreispitzareal

Die Hochschule für Gestaltung und Kunst FHNW (HGK FHNW) bietet in der Schweizer Gemeinde Münchenstein bei Basel künstlerische und gestalterische Ausbildungen auf Bachelor und Master-Niveau an. Rund 750 Studierende sind an der HGK FHNW immatrikuliert.

## Geschichte
Die Vorgeschichte der HGK beginnt im Jahr 1796, als in Basel die Zeichnungs- und Modellierschule, die spätere Allgemeine Gewerbeschule, gegründet wurde. Im Jahr 1886 entstand eine Malklasse, ab 1917 auch eine für Bildhauerei. 1893 bezog die Gewerbeschule mit dem integrierten Gewerbemuseum Räumlichkeiten am Petersgraben. 1930 wurde die Schule reorganisiert und eine kunstgewerbliche Abteilung geschaffen – die so genannte Kunstgewerbeschule. In den Jahren 1917 bis 1979 wurden hier Fachklassen und Vorkurse angeboten, ab 1968 die Weiterbildungsklasse für Grafik unter der Leitung von Armin Hofmann und später Emil Ruder, international bekannt unter dem Namen Basel School of Design. Aus der kunstgewerblichen Abteilung der Allgemeinen Gewerbeschule wurde 1980 die Schule für Gestaltung Basel. Fünf Jahre später wurde der Studiengang für Audiovisuelle Kunst gestartet. In dieser Zeit studierte u. a. Pipilotti Rist Audiovisuelle Kommunikation in Basel. 
Seit 1999 gibt es an der Hochschule den Design-Studiengang HyperWerk. An der Fachhochschule Aargau wurden im selben Jahr die beiden Studiengänge Industrial Design und Medienkunst als Departement Gestaltung und Kunst gestartet. Ein Jahr später wurde die HGK zum Departement der Fachhochschule beider Basel. Die HGK der Fachhochschule Nordwestschweiz FHNW entstand im Jahre 2006 durch den Zusammenschluss des Fachbereichs Gestaltung und Kunst der Fachhochschule Aargau FHA, des Studienganges HyperWerk und der HGK Basel. Seit 2008 gibt es die vier Masterstudiengänge Master of Arts in Visual Communication and Iconic Research, Master of Arts in Design – Masterstudio Design, Master of Fine Arts und Kooperationsmaster Lehrberufe für Gestaltung und Kunst / Höheres Lehramt.
In den Jahren von 2012 bis 2014 wurde die Hochschule nach Plänen der Architekten  Morger + Dettli errichtet. Die Churer Ingenieure Conzett Bronzini Gartmann waren für die Tragwerksplanung verantwortlich.

## Studiengänge

### Bachelor-Studiengänge
Es gibt die Bachelor-Studiengänge Visuelle Kommunikation, Industrial Design, Mode-Design, HyperWerk, Innenarchitektur und Szenografie, Kunst sowie Lehrberufe für Gestaltung und Kunst.

### Master-Studiengänge
Die Master-Studiengänge sind Master in Visual Communication and Iconic Research, Master of Arts in Design – Masterstudio Design, Master of Fine Arts, Kooperationsmaster Lehrberufe für Gestaltung und Kunst/Höheres Lehramt.

## Institute
Es gibt Institute für Visuelle Kommunikation, Innenarchitektur und Szenografie, Mode-Design, Industrial Design, Kunst, Lehrberufe für Gestaltung und Kunst, HyperWerk, Integrative Gestaltung, Aesthetische Praxis und Theorie sowie Experimentelle Design- und Medienkulturen.

## Absolventen der Hochschule für Gestaltung und Kunst bzw. der Kunstgewerbeschule
| - René Acht - Günther Baechler - Theo Ballmer - Walter Bodmer - Donald Brun - Paul Degen - Theo Eble - Rudolf Enderlein - Ernst Robert Fiechter - Guido Fischer - Martin Heller - Roger Humbert - Joachim Ickrath | - Rosa Lachenmeier - Marc Lee - Herbert Leupin - Katja Loher - Pierre Mendell - Albert Minder - Karim Noureldin - Jeremy JP Fekete - Alfred Pauletto - Fidel Peugeot - Frédéric Rouge - Albert Schnyder - Paul Thiersch - Jean Tinguely |

## Ehemalige Dozenten
- Albert Beck
- Ernst Hiestand
- Hans Ulrich Reck
- Richard Schindler